# Лисинова, Люсик Артемьевна
Люсик Артемьевна Лисинова (наст. фамилия: Лисинян(ц); 9 (21) мая 1897 год — 1 (14) ноября 1917 год) — большевистский агитатор, участница боёв в Москве в октябре-ноябре 1917 года. Секретарь Замоскворецкого ВРК. На момент гибели ей было 20 лет.

## Биография
Родилась в 1897 году в Тифлисе (Тбилиси) в армянской семье, крещена в Ванкском соборе. Отец, Арутюн Никогосович (Артемий Николаевич) Лисинянц, был купцом. С 1910 по 1914 гг. посещала 1-ю Тифлисскую женскую гимназию. Ещё в гимназии вошла в кружок, где обсуждали нелегальную литературу. Когда отец разорился, стала давать уроки. Окончив гимназию, вступила в подпольный революционный кружок, занималась печатанием листовок. 1 августа 1915 года поступила на службу в отдел статистики Кавказского переселенческого района. В Тифлисе жила по адресу Матиновская ул., д. 9.
В 1916 году переезжает в Москву, поступает в Московский коммерческий институт (ныне Российский экономический университет имени Г. В. Плеханова). В том же 1916 году становится членом партии большевиков. Участвовала в работе просветительских кружков на заводе Михельсона, фабрике Брокар, Даниловской мануфактуре. Приобретает большую известность среди рабочих Замоскворечья. В Москве жила по адресу Большая Дворянская ул., д. 13, кв. 20. 
После Февральской революции одна из организаторов Союза рабочей молодёжи в Москве («III Интернационала»), пропагандист райкома партии. Во время установления советской власти в Москве в октябре-ноябре 1917 года активно участвует в вооружённом выступлении. Избрана секретарём ВРК Замоскворечья. Выполняла роль разведчицы и связной между районным ВРК и Центральным штабом Москвы.
Убита 1 ноября пулей юнкера во дворе дома 12 по Остоженке. Похоронена у Кремлёвской стены. Её похоронили не во время массового захоронения 10 ноября 1917 года, а только 14 ноября, так как ждали её родителей из Тифлиса.

## Память
В честь Люсик Лисиновой в 1922 году названа Люсиновская улица в Москве (бывшая Малая Серпуховская). В 1952 году в её честь названы также 1-й Люсиновский переулок (бывший Ремизовский), 2-й Люсиновский переулок (бывший Кологривский), 3-й Люсиновский переулок (бывший Арбузовский). Интересный факт - при названии улицы и переулков в одно слово объединились: её имя, фамилия, все псевдонимы и революционные позывные (Люсик, Люся, Лисинян, Лисинова, Люсинова) При этом, за основу был взят самый последний псевдоним (на момент подвига) - Люсинова. 
В честь сильной характером Люсик Лисиновой в 1929 году была названа московская швейная фабрика «Большевичка», а позже одна из бригад замоскворецкого завода имени Владимира Ильича (ЗВИ) стала носить имя Люсик Лисиновой в память о трагической и героической судьбе двадцатилетней девушки-революционера.
История Люси Люсиновой очень подробно и художественно передана в советском школьном диафильме, полностью посвященном ее судьбе и подвигу. 
53-кадровый диафильм (серийный номер: Д-208-59) был создан в 1959 году по повести "Люсик Лисинова" Л. Соломянской. Автор цветных иллюстраций  - художник б. Гущин.